# کارن بکاریان
کارن مانوکی بکاریان (ارمنی: Կարեն Մանուկի Բեքարյան؛ زادهٔ ۲ مارس ۱۹۷۰) یک سیاستمدار اهل ارمنستان است که از تاریخ ۲۰۱۵ تا تاریخ ۲۰۱۸ سمت نمایندگی دوره‌های پنجم و ششم مجلس ملی جمهوری ارمنستان را برعهده داشت.

## زندگی
در ۲ مارسِ ۱۹۷۰ در ایروان به دنیا آمد و از دانشگاه دولتی ایروان فارغ‌التحصیل شد. 